# Kata’ib
Die Kata’ib (französisch Kataëb, arabisch حزب الكتائب اللبنانية Hizb al-Kata’ib al-Lubnaniyya, DMG Ḥizbu l-Katāʾib al-Lubnānīya ‚Partei der libanesischen Brigaden‘), auch bezeichnet als Phalange (französisch Phalanges libanaises), ist eine libanesische politische Partei, die ursprünglich aus der maronitisch-christlichen nationalen Jugendbewegung hervorgegangen ist. Die Mitglieder und Anhänger der Partei werden als Phalangisten bezeichnet.

## Geschichte
Die Partei wurde 1936 von Pierre Gemayel gegründet und war von der spanischen Falange inspiriert. Die ursprünglichen Uniformen beinhalteten die Braunhemden. Die Partei nahm im libanesischen Kampf um die Unabhängigkeit von Frankreich teil, welche 1943 erreicht wurde.
Am 13. April 1975 wurde in West-Beirut im christlichen Viertel Ain El Remmaneh das sogenannte „Bus-Massaker“ an Palästinensern verübt. Dieses Verbrechen gilt als Auftakt des libanesischen Bürgerkriegs. Hierbei war die Kata’ib eine wichtige politische und militärische Macht im Land. Sie war phasenweise mit Israel verbündet und kämpfte unter anderem gegen die PLO und die Amal-Miliz. Führer der Phalange war Bachir Gemayel, der 1982 zum libanesischen Staatspräsidenten gewählt wurde. Als dieser noch vor seiner Amtseinführung am 14. September 1982 einem tödlichen Bombenanschlag zum Opfer fiel, verübten Mitglieder der Kata’ib in den Westbeiruter Flüchtlingslagern Sabra und Schatila ein Massaker als Racheakt. Dem Massaker von Sabra und Schatila fielen unterschiedlichen Quellen zufolge zwischen 460 und 3300 Menschen, zum größten Teil Zivilisten, zum Opfer. Die israelische Armee hatte zu diesem Zeitpunkt das Lager umstellt und das Massaker nicht verhindert, was in Israel zu einer innenpolitischen Krise und Einsetzung der Kahan-Kommission führte. Gemayels Bruder Amin war danach vom 23. September 1982 bis 1988 Präsident des Libanon.
Die Miliz der Kata’ib umfasste zu Beginn der 1980er Jahre fast 20.000 Mann und bildete den Hauptanteil der Forces Libanaises. 1988 verblieben noch 12.000 Mann unter dem Kommando von Samir Geagea, der 1985 Elie Hobeika verdrängt hatte. Zunächst verbündet mit der regulären libanesischen Armee, trugen sie nach Michel Aouns Übernahme des Präsidentenamts und dessen Krieg gegen Syrien 1990 zu deren Vernichtung bei.

## Heutige Situation
Seit der Auflösung der Milizen am Ende des Bürgerkriegs sind die Kata’ib eine eigenständige politische Partei, die bei den Parlamentswahlen von 2005 ebenso wie die Forces Libanaises Mitglied des siegreichen anti-syrischen Parteienbündnisses unter Saad Hariri war. Die Kata’ib erreichte dabei gemeinsam mit zwei verbündeten Parteien sechs Parlamentssitze, die Forces Libanaises fünf Sitze. Das Motto der Bewegung war „Gott, Nation und Familie“. Trotz der kleinen Parlamentsfraktion hat Parteichef Gemayel „viel Gewicht im Libanon“. Der Generalsekretär der Partei, Nazar Najarian, kam bei der Explosionskatastrophe im Hafen von Beirut am 4. August 2020 ums Leben.